# Lanao del Norte
Lanao del Norte is een provincie van de Filipijnen op het eiland Mindanao. De provincie maakt deel uit van regio X (Northern Mindanao). De hoofdstad van de provincie is de gemeente Tubod. Bij de census van 2015 telde de provincie ruim 676 duizend inwoners.

## Geografie

### Bestuurlijke indeling
Lanao del Norte bestaat uit de volgende 22 gemeenten.
| - Bacolod - Baloi - Baroy - Kapatagan - Kauswagan - Kolambugan - Lala - Linamon - Magsaysay - Maigo - Matungao | - Munai - Nunungan - Pantao Ragat - Pantar - Poona Piagapo - Salvador - Sapad - Sultan Naga Dimaporo - Tagoloan - Tangcal - Tubod |

Deze gemeenten zijn weer verder onderverdeeld in 462 barangays.

## Demografie
Lanao del Norte had bij de census van 2015 een inwoneraantal van 676.395 mensen. Dit waren 68.478 mensen (11,3%) meer dan bij de vorige census van 2010. Ten opzichte van de census van 2000 was het aantal inwoners gegroeid met 203.333 mensen (43,0%). De gemiddelde jaarlijkse groei in die periode kwam daarmee uit op 2,05%, hetgeen hoger was dan het landelijk jaarlijks gemiddelde over deze periode (1,72%).

De bevolkingsdichtheid van Lanao del Norte was ten tijde van de laatste census, met 676.395 inwoners op 4159,94 km², 162,6 mensen per km².

## Economie
Lanao del Norte is een arme provincie. Uit cijfers van het National Statistical Coordination Board (NSCB) uit het jaar 2003 blijkt dat 54,0% (12.103 mensen) onder de armoedegrens leefde. In het jaar 2000 was dit nog 54,2%. Daarmee staat Lanao del Norte 11de op de lijst van provincies met de meeste mensen onder de armoedegrens. Van alle 79 provincies staat Lanao del Norte bovendien 6de op de lijst van provincies met de ergste armoede..